# Ennio Pontis
Ennio Pontis (* 1. Januar 1951 in Rom) ist ein italienischer Filmschaffender.

## Leben
Pontis arbeitete seit 1979 im Baugewerbe und begann drei Jahre später, im Filmgeschäft tätig zu werden. Für die „Valiant International“ war er mit der Produktion von Mario Bianchis Biancaneve & Co. und Fernseharbeiten beauftragt. 1983 drehte er unter dem Pseudonym Frank Slabo einen Porno. Es blieb sein einziger Ausflug im Genre wie auf den Regiestuhl. Ab Ende der 1980er Jahre war er an der Herstellung und der Produktion zahlreicher Filme beteiligt, bei denen er vereinzelt auch darstellerische Aufgaben übernahm. Pontis gilt als Spezialist für die technisch-ökonomischen Belange der Filmproduktion.

## Filmografie
- 1983: Margot, la pupa della villa accanto (Porno)